# 于家房镇
于家房镇，是中华人民共和国辽宁省沈阳市辽中区下辖的一个乡镇级行政单位。

## 行政区划
于家房镇下辖以下地区：
于家房社区、漾子泡社区、插拉村、青麻坎村、高家窝棚村、代家房村、花家房村、韩家洼子村、陡沟子村、范家窝棚村和上顶子村。